# Jennifer Runyon
Jennifer Runyon (Chicago, 1 april 1960) is een Amerikaanse actrice.

## Biografie
Runyon is een dochter van DJ Jim Runyon
Runyon begon in 1980 met acteren in de film To All a Goodnight. Hierna heeft ze nog meerdere rollen gespeeld in televisieseries en films zoals Another World (1981-1983), The Falcon and the Snowman (1985) en Charles in Charge (1984-1987). 
Runyon is in 1991 getrouwd met regisseur en basketbalcoach Todd Corman, en heeft met hem twee kinderen. Coman was van 2004 t/m 2008 hoofdcoach van de vrouwen basketbalteam van de Concordia-universiteit in Irvine (Californië).

## Filmografie

### Films
- 2020 Gunfight at Silver Creek - als dr. Laura Barkley
- 2017 Bloodsucka Jones vs. The Creeping Death - als verpleegster Zarkov
- 2016 Terror Tales - als Melanie
- 2015 Silent Night, Bloody Night 2: Revival - als Carol Brickman
- 1993 Carnosaur – als Ann
- 1992 Till Death Us Do Part – als Judy Davis
- 1991 Killing Streets – als Sandra Ross
- 1991 Tagteam – als Rita Valentine
- 1990 A Man Called Sarge – als Fifi LaRue
- 1988 A Very Brady Christmas – als Cindy Brady
- 1988 18 Again! – als Robin Morrison
- 1988 The In Crowd – als Vicky
- 1987 The Highwayman – als Amanda Merrick
- 1986 Blue de Ville – als J.C. Swift
- 1986 Dreams of Gold: The Mel Fisher Story – als Angel Fisher
- 1986 Flight of the Spruce Goose – als Terry
- 1986 Pros & Cons – als Christy
- 1985 The Falcon and the Snowman – als Carole
- 1984 Ghostbusters – als studente
- 1984 Up the Creek – als Heather Merriweather
- 1983 Six Pack – als Heather Akins
- 1980 To All a Goodnight – als Nancy

### Televisieseries
Uitgezonderd eenmalige gastrollen.
- 1984 – 1987 Charles in Charge – als Gwendolyn Pierce – 18 afl.
- 1985 Space – als Marcia Grant – 3 afl.
- 1981 – 1983 Another World – als Sally Frame – 3 afl.

- Bibliothèque nationale de France: cb14223053s (data)
- International Standard Name Identifier: 0000 0001 1941 9133
- Library of Congress Control Number: no2011080469
- Virtual International Authority File: 268339547
- WorldCat: E39PBJrRgP8M6937jYbgRXrKBP